# 錫蘭聯合報章有限公司
錫蘭聯合報章有限公司，也被称为「湖边小屋」，簡稱「湖屋」，一共出版三份日報、三份週末報、五份週報、兩份月報和三份年報，分別以僧伽罗語、英语和泰米尔语出版。
錫蘭聯合報章有限公司是一間公眾有限公司，于1926年由D. R. Wijewardena在斯里兰卡注册成立。根据1973年第28号《锡兰聯合報章有限公司（特别条款）法》，该公司75%股份被國有化，並由斯里兰卡公共信托人代表政府持有。
錫蘭聯合報章有限公司是斯里兰卡历史最悠久的出版社，旗下的英语日报《錫蘭日報》為斯里兰卡第一份在网上发表的报纸。目前旗下的出版刊物，包括《僧伽羅語日報》、《瑞莎報》、《錫蘭日報》、《星期日觀察報》、《巨人報》、《Budusarana》和《Sarasaviya》，均可以在網上閱讀并成為斯里兰卡最受欢迎网站之一。
錫蘭聯合報章有限公司將會在不久的将来将所有出版刊物有系统的加入公司網站，从而使斯里兰卡侨民以及外国社會有机会迅速获得斯里蘭卡國內的新闻。